# Bundesstraße 90
Pour les articles homonymes, voir B90 et Route 90.
La Bundesstraße 90 (abrégé en B 90) est une Bundesstraße reliant Kaulsdorf à Gefell.

## Localités traversées
- Kaulsdorf
- Leutenberg
- Bad Lobenstein
- Gefell